# Celio Secondo Curione
Celio Secondo Curione (Cirié, 1º maggio 1503 – Basilea, 24 novembre 1569) è stato un umanista italiano.

## Biografia

### La giovinezza ribelle
Celio Secondo nacque il 1º maggio 1503 a Cirié, in Piemonte, non lontano da Torino, da Jacomino Troterio Curione e da Charlotte de Montrotier, dama di corte di Bianca di Savoia, che morì dandolo alla luce: ventiquattresimo dei figli di Jacomino, imparentato con i conti di Provana, il suo cognome deriverebbe dal castello di Cuori, presso Ciriè.
Essendo rimasto orfano, egli fu allevato dalla zia materna Maddalena a Moncalieri, la cittadina a ridosso di Torino dove il padre ricopriva incarichi pubblici e dove risiedeva la famiglia materna. A nove anni rimase orfano anche del padre, che gli lasciò in eredità, tra l'altro, una preziosa Bibbia miniata.
Verso il 1520 iniziò gli studi di umanità e di diritto all'Università di Torino, dove ebbe per maestri Giorgio Corona, il commentatore di Suetonio Domenico Machaneo e Giovanni Bremio per gli studi umanistici, e Francesco Sfondrati, il futuro cardinale, per quelli di diritto. Con le novità che venivano dalla Germania, dove un monaco agostiniano stava scuotendo il monolitico cristianesimo occidentale, proprio degli agostiniani torinesi - conosciamo il nome di uno di questi, Girolamo Negri - gli fecero conoscere alcuni scritti di Lutero, la De captivitate babylonica ecclesiae e le Resolutiones disputationum de indulgentiarum virtute, e altri libri di riformatori d'oltralpe, come la De falsa et vera religione dello Zwingli e i Loci communes di Melantone.
L'entusiasmo suo e di alcuni amici - Giacomo Donello e Francesco Guarino, che un giorno diventeranno pastori a Ginevra - li condusse a progettare un viaggio in Germania, che non poté però realizzarsi per l'intervento del vescovo di Ivrea, il cardinale Bonifacio Ferrero, che li fece incarcerare nella fortezza di Caprano. Dopo due mesi, i parenti di Curione ottennero che egli fosse mandato nel monastero benedettino di Fruttuaria a San Benigno, per "purgarsi" delle idee eretiche attraverso le penitenze e lo studio di testi ortodossi. Ma il programma di recupero del giovane ribelle non ebbe successo: Curione manomise il reliquiario dei santi Agapito e Tiburzio, sostituendo alle ossa una Bibbia e lasciando alcune righe in latino a mo' di commento giustificativo: «Questa è l'arca dell'alleanza, dalla quale si possono suscitare veri oracoli e nella quale si trovano le vere reliquie dei santi».
Difficile datare i diversi avvenimenti che lo riguardano: il suo più antico biografo riferisce che Curione, fuggito a Milano, si prodigò assistendo i cittadini durante un'epidemia di peste: questa infuriò a Milano nel 1524, mentre una successiva epidemia riguardò nel 1528 il bergamasco. Tra queste date si potrebbe porre un viaggio a Padova e la sua iscrizione nello Studio, un altro viaggio a Roma e un successivo ritorno a Milano, con il matrimonio intorno al 1530 con Margherita Bianca Isacchi (1509-1587), conosciuta a Barzago, in Brianza.

### L'insegnamento umanistico
A Milano si mantenne insegnando umanità, intanto che studiava ancora diritto con lo Sfondrati, finché la guerra che imperversava senza tregua nel Ducato lo convinse ad accettare l'invito del marchese del Monferrato Gian Giorgio: alla corte di Casale Curione rimase ancora qualche tempo dopo la morte del marchese, avvenuta il 3 aprile 1533, poiché la prima figlia - futura sposa di Girolamo Zanchi - gli nacque a Ceva l'8 novembre, e il secondo figlio Orazio vide la luce a Casale nel 1534. Qui il Curione conobbe Fulvio Pellegrino Morato che, professore a Vicenza, in Piemonte tornava per trascorrere le vacanze: in materia religiosa si trovarono concordi, anzi il Morato gli confesserà anni dopo che egli era stato per lui quel che Anania era stato per Paolo.
Intanto erano morti di peste tutti i suoi fratelli ed egli dovette tornare a Moncalieri per risolvere con l'unica sorella superstite ulteriori questioni legate all'eredità paterna, ma rinunciò ai suoi diritti quando il cognato minacciò di denunciarlo per eresia. Il suo mancato richiamo a Casale, da parte del successore al marchesato Federico Gonzaga, lo costrinse a cercarsi un lavoro di insegnante a Castiglione, dove nel 1535 ebbe un diverbio con un predicatore domenicano, di fronte al quale prese le difese di Lutero. Denunciato al suffraganeo di Torino, il vescovo di Perugia Aventino Crica, fu incarcerato a Torino, ma riuscì a scappare con un'astuzia e si rifugiò a Salò, dove fu raggiunto dalla famiglia: qui nacquero due suoi figli, Leo nel 1536 e Agostino nel 1538.
Ottenne nel 1536 una cattedra di lettere umanistiche con un contratto triennale dall'Università di Pavia: Andrea Alciati era suo collega ed egli scrisse le sue prime orazioni e la prima stesura dei tre libri della Schola, sive de perfecto grammatico, che sarà pubblicata nel 1555 a Basilea. Il perfetto grammatico è l'oratore che trae bensì la sua base culturale dalla tradizione classica di Cicerone e di Quintiliano, ma per rivestire la moderna figura dell'umanista-professore che rivendica la dignità della sua professione per l'alta responsabilità che la sua funzione sociale di educatore e di operatore culturale gli assegna.
La fama del Curione professore era intimamente legata alle sue posizioni anti-cattoliche: lo stesso papa Paolo III chiese il suo allontanamento dall'Università. Gruppi di studenti, che lo apprezzavano, lo scortavano nei suoi spostamenti in città, per sventare possibili attentati alla sua persona. Alla pressione della Chiesa il Senato pavese, minacciato di scomunica, finì per cedere e nel 1539 licenziò Curione che lasciò il Ducato, trasferendosi a Venezia. Qui frequentò l'ambasciatore francese presso la Repubblica, il vescovo di Montpellier Guillaume Pellicier, al quale dedicò l'Aranei Encomion, pubblicato nella città lagunare nel 1540, che rappresenta tanto il suo primo scritto a stampa quanto il suo esordio di scrittore di teologia.
Durante la quaresima ascoltò probabilmente le prediche del famoso Bernardino Ochino ed ebbe stretti rapporti con il frate agostiniano Giulio da Milano, da tempo segretamente convertito al protestantesimo il quale, per aver predicato pubblicamente la giustificazione per sola fede, nel 1541 fu arrestato. Per evitare la stessa sorte, essendo stato indicato come suo intimo amico e sodale, Curione abbandonò precipitosamente Venezia per Ferrara, dove un altro amico, l'umanista Pellegrino Morato, precettore nella corte estense, lo aveva raccomandato alla duchessa Renata, moglie di Ercole II d'Este. Qui stette poco: conobbe e apprezzò la giovanissima figlia dell'amico, Olimpia Morata, una precoce umanista che egli incoraggiò e con la quale sarà in contatto epistolare per tutta la vita, ma a ottobre era già a Lucca, la piccola Repubblica allora agitata da movimenti di riforma religiosa e politica, impiegato come precettore nella casa del nobile Niccolò di Silvestro Arnolfini, cugino di quel giovane Paolo Arnolfini che in questo tempo aveva aderito alla Riforma protestante.
Il gonfaloniere Francesco Burlamacchi, sulla scorta dell'esperienza vissuta da Firenze con il Savonarola alla fine del secolo precedente e con la cacciata dei Medici quindici anni prima, intendeva favorite una profonda trasformazione della Chiesa, per la quale era necessario mettere fine al potere temporale e, ponendo termine al dominio di Cosimo I de' Medici sulla regione, creare una federazione di libere città toscane. In vista della realizzazione del suo piano, il Burlamacchi aveva proposto al Consiglio cittadino l'istituzione di uno speciale corpo di milizie, del quale intendeva porsi a capo.
Per quanto il Burlamacchi non fosse luterano, certamente al successo del suo progetto avrebbero potuto concorrere i numerosi gruppi protestanti che si erano formati in città, conseguenza degli scambi, commerciali e ideali, realizzati dai mercanti lucchesi con la Germania. A Lucca operavano già, all'arrivo del Curione, uomini che faranno parte della numerosa colonia di emigrati italiana in terra riformata: Paolo Lazise, Celso Martinengo, l'ebreo convertito Emanuele Tremellio, Pietro Martire Vermigli e Girolamo Zanchi. Il Vermigli dal giugno del 1541 era priore di San Frediano, vi teneva scuola leggendo il vangelo, le lettere di Paolo, sant'Agostino, e vi favoriva la diretta conoscenza della Bibbia. Alle sue lezioni assistevano non soltanto giovani, ma anche uomini già maturi e dotti come il Curione stesso o l'umanista Francesco Robortello.
Favorire la cultura religiosa fuori dai canali istituzionalizzati e controllati dalle gerarchie cattoliche era attività guardata con forte sospetto: il cardinale Bartolomeo Guidiccioni, vescovo non residente di Lucca e fresco membro dell'Inquisizione romana appena costituita, denunciava il 22 luglio 1542 al Senato di Lucca quel gruppo evangelico e quel «Cellio che sta in casa di messere Niccolò Arnolfini», uomo che ovunque fosse andato, aveva lasciato «pessimo odore». Scoperto anche il piano del Burlamacchi, alla reazione politica e religiosa il governo cittadino dovette sottomettersi: alla fine di luglio Vermigli, il giovane discepolo Giulio Terenziano, Lazise e Tremellio fuggirono, mentre Curione si rifugiò in un primo tempo a Pisa, dove l'inquisizione cercò di raggiungerlo. Il cardinale Alessandro Farnese, il 26 agosto 1542, trasmise da Roma al duca Cosimo l'ordine di cattura per quel «pessimo spirito, chiamato Celio da Turino», che però aveva ormai preso la via della Svizzera ed era stato accolto, su raccomandazione del teologo Heinrich Bullinger, nell'Accademia di Losanna.

### In Svizzera
Era stata una fuga avventurosa, di quelle cui il Curione era del resto abituato. A Pescia, «attese che arrivasse il bargello a cercarlo. Curione era alto e forte. Col pugnale che portava con sé si aprì la strada tra gli sbirri, balzò a cavallo e fuggì». Aveva superato le frontiera in Valtellina insieme con un altro eretico, l'antitrinitario Camillo Renato che egli descrisse al Bullinger essere «literis et religione praestantem» e «cumprimis doctum et bonum». In settembre tornò in incognito a Lucca per prendere con sé la moglie e i figli, affidando provvisoriamente l'ultima nata Dorotea alla cura della famiglia dell'umanista Aonio Paleario. Passò poi a Ferrara per consegnare alla duchessa Renata i Commentarii in Matthaeum che il Bullinger gli aveva affidato. Il 24 ottobre ripartiva nuovamente per Losanna.
A Losanna, dove gli nacquero altre tre figlie, dominava l'interpretazione calvinista della teologia, verso la quale Curione ebbe sempre un atteggiamento diffidente, che cercò tuttavia di mascherare, evitando polemiche aperte. Rivide il suo Aranei Encomion, preparandone una seconda edizione che fece stampare nel 1544 a Basilea con il titolo di Araneus seu de Providentia Dei, e portò a termine un nuovo libro, la Pro vera et antiqua Ecclesiae Christi autoritate, finché uno scandalo che egli cercò di attenuare, aver avuto un rapporto sessuale con una «ragazza consenziente» - ma probabilmente si trattava di una bambina - lo costrinse a lasciare Losanna per Basilea, dove giunse con la famiglia nel 1546.

#### L'«Aranei Encomion»
Come evidenzia il titolo, in questo piccolo trattato Curione delinea la natura dell'«unico Ente supremo, della provvidenza e dell'immortalità dello spirito umano». La potenza divina, mantenendosi invisibile agli occhi e inaccessibile alla mente umana, opera in tutta la natura, come spirito che la alimenti: questa presenza della provvidenza nella natura giustifica l'eternità della natura stessa. Ne deriva una concezione panteistica della realtà: se questa non fosse eterna, anche Dio perirebbe con essa, perché nella provvidenza si sostanzia Dio, così come nel pensiero si sostanzia l'essere umano: «se tu separi dall'uomo la forza con la quale egli comprende, tu distruggerai l'uomo; allo stesso modo, se togli a Dio la provvidenza, tu farai di Dio un sasso».
L'anima umana è immortale e la materia è eterna: «non credere che si degradi o muoia. Le sue forme mutano, la materia rimane e si conserva». Infatti ogni cosa naturale è formata da un insieme di elementi; morire significa risolversi nei propri elementi i quali, associandosi ancora, danno vita a una nuova e diversa forma. Si può dire che nulla perisce e tutto si trasforma, secondo quanto Curione sostiene di aver tratto da Pitagora: «non vi è altro che un'unica migrazione dello spirito con la materia, spirito che è diffuso in tutto e per tutto», così che quando «la materia si dilegua dallo spirito, lo spirito passa in quella nuova forma materiale».
La favola di Aracne, che dà il titolo al trattatello, viene interpretata secondo un'allegoria cristiana: Minerva, la sapienza divina, è Cristo, mentre Aracne corrisponde a Eva, che volle divenire sapiente come Dio, cadendo in un peccato che cercò invano di nascondere con una foglia di fico: «ma Dio vuole che noi confidiamo in lui, e torniamo a lui, che è il solo che seppe bene coprire i nostri peccati». Infatti Dio, che pure è spirito ed «è chiamato λόγος, cioè parola, discorso, oracolo e sapienza», non essendo più compreso dagli uomini, «assunse forma di persona, con la quale istruire l'uomo più familiarmente». L'incarnazione è un momento della scala delle metamorfosi che porta l'uomo a Dio, secondo un tipico motivo neo-platonico: «Dio era verbo, il verbo vita, la vita la luce degli uomini, la luce carne, la carne uomo, l'uomo Dio».
Nell'emigrazione italiana in terra riformata è spesso presente il motivo, che deriva dalle elaborazioni neo-platoniche compiute da Marsilio Ficino e da Pico della Mirandola, della rinascita cristiana come nascita nello spirito, dell'anima umana intesa come operante spirito divino. L'azione dei riformatori protestanti veniva intesa da questi emigrati come il punto di avvio di una profonda rigenerazione degli spiriti, e non semplicemente come un rinnovamento della vecchia Chiesa del passato cui sostituire una nuova Chiesa, mutata nell'organizzazione e corretta in alcuni aspetti della teologia e della dogmatica.

### Il nicodemismo di Curione
Al rifiuto delle comunità protestanti e dei loro responsabili di accettare una tradizione culturale a loro in gran parte estranea, Curione preferì non manifestare le proprie dottrine e di evitare le dispute teologiche, giudicandole in gran parte materia di sofistica scolastica, e scelse di «velare il più possibile le proprie dottrine, avvolgendone i lati più negativi di fronte alla tradizione entro la polemica contro l'avversario comune ed entro l'accentuazione di quelle dottrine positive che non erano in diretto contrasto con le dottrine ufficialmente insegnate nelle chiese» riformate.
Così, senza essere esplicite, affinità con gli anabattisti rivela il suo elogio e l'importanza, quale momento educativo dei fanciulli, da lui assegnata ai lavori manuali «che utili sono et honorevoli alla vite comune, come sono de' fabri di ogni maniera, de' calzolai, de' tessitori, de' sarti, de' agricoltori et de altri simili». Un'attività che ha non solo valore pedagogico, ma anche sociale e religioso: «bisogna travagliare et operar con le nostre mani, acciò che con l'artificio et industria nostra avanziamo qualche cosa da dar a' poveri, et sovenire a quei che non possono lavorare». Naturalmente, l'ordine di lavorare fu dato ad Adamo da Dio, «il qual comandamento non è abrogato o diminuito dopo il peccato, ma stabilito et accresciuto», e ribadito da Paolo.
Al 1546 o 1547 dovrebbe risalire la stampa della sua Pro vera et antiqua Ecclesiae Christi autoritate oratio, una replica al letterato cattolico modenese Antonio Fiordibello, il quale aveva pubblicato a Roma e poi a Lione, nel 1546, una De auctoritate Ecclesiae, nella quale il Fiordibello difendeva l'autorità della Chiesa anche quando essa appariva in contrasto con le tradizioni scritturali. Anche in questa orazione, Curione difende il diritto degli anabattisti di mantenere le loro convinzioni eterodosse nell'intimità della loro coscienza: una persecuzione può giustificarsi soltanto per reprimere attività politicamente e socialmente sediziose, non certo per soffocare quella religione che ciascuno ha diritto di portare nel cuore. Nella comunità cristiana sono certamente presenti simulatori e persone impure che sono note soltanto a Dio: l'importante è che «esse non contraddicano le dottrine sane e trascorrano in pace la loro vita».
Altri indizi del nicodemismo del Curione si ricavano dai rapporti intrattenuti con intellettuali prossimi o decisamente appartenenti al riformismo radicale. L'anabattista David Joris, stabilitosi a Basilea sotto le mentite spoglie del mercante Jan de Bruges, era fra questi: sostenitore della «ignorantia sacra» contro le speculazioni teologiche, contrapponeva il valore della ricchezza della vita interiore, della fraternità e della pace alle cerimonie esteriori e all'intollerante superbia dei dottrinari. Interpretava il problema trinitario negando validità al concetto di persona, a suo avviso una distorsione degli antichi teologi bizantini del primitivo concetto di maschera: così, il Cristo non sarebbe stato una persona divina, ma una maschera, una forma di rappresentazione di sé che Dio si era data per parlare agli uomini, altrimenti incapaci di comprenderlo.
Un'altra figura del cenacolo del Curione era Martin Borrhaus, già anabattista dichiarato e ora prudente professore di retorica e rettore dell'Università di Basilea. Zwingliano quanto alla questione dei sacramenti, condannava i cerimoniali negatori della vera spiritualità e mascherava il suo antitrinitarismo concependo Cristo come «puro uomo pieno di divinità» per concessione del Padre. Da umanista cultore dell'«oratio», vedeva nella parola il dono divino che rendeva l'uomo «immagine e autentico esemplare di Dio»: la sua filosofia, intrisa di motivi neoplatonici, panteisti e pitagorici, lo avvicinava tanto al Curione quanto al Renato e al Siculo.
Altro amico del Curione fu il Castellione, collega di insegnamento all'Università dopo il suo allontanamento da Ginevra. Traduttore della Bibbia sia in un prezioso latino classico che in un francese popolare, anzi, in dialetto savoiardo, teorico della tolleranza religiosa, aveva finito per ridurre la religione a pura morale, pur di eliminare da essa tutte le incrostazioni dottrinali e cerimoniali che distoglievano il cristiano dal rinnovamento interiore.

### Il «De amplitudine beati Regni Dei»
Dopo il rogo di Serveto a Ginevra, il Curione pubblicò i De amplitudine beati Regni Dei, dialogi sive libri duo, un titolo che richiama il De magnitudine misericordiarum Domini di Erasmo, ma che ha un contenuto di diverso genere. È un dialogo che si finge avvenuto a Pavia tra il Curione e l'ex-agostiniano e poi pastore riformato Agostino Mainardi (1482-1563), suo amico e maestro di venti anni prima. Dedicato al re di Polonia Sigismondo Augusto, sotto il regno del quale sembrava avviato il riconoscimento al diritto di professare le più diverse confessioni cristiane, l'operetta intende dimostrare che il regno di Dio è aperto al più gran numero di fedeli, diversamente da quanti, da Agostino a Calvino, i quali tuttavia non vengono mai nominati da Curione, concepivano la misericordia divina riservata a un numero limitato di cristiani.
Nella dedica, Curione ricorda che è premura dell'autorità civile di far insegnare il vangelo, senza per questo costringere il popolo a seguire una determinata religione: piuttosto, occorre che sia permessa la libera discussione, affinché da essa scaturisca la vera dottrina evangelica. Una vera dottrina che di per sé è insufficiente seguire per chi manchi di fede, mentre può accadere che abbia più fede e devozione chi segue altre dottrine. La stessa ricerca della verità avviene in un campo vasto, quale è quello della scienza delle cose divine, dal quale possono sempre essere estratte delle novità.
È, questa, una rivendicazione della libertà di ricerca, di contro al dogmatismo di chi sostiene che l'interpretazione della Scrittura sia stata ormai fissata una volta per tutte: Paolo ha affermato il valore della profezia, che rende chiaro quello che nella Scrittura appare oscuro., né la ricerca consiste «nel disputare sul valore dell'autorità, quanto di stabilire quello della ragione». Infatti, «cos'altro è, se non un vecchio errore, il consenso di molti secoli o una vecchia abitudine che manchi della ragione o dell'autorità delle Scritture?».
Un problema dibattuto è quello del numero di coloro che si salveranno: la tradizione prevalente sostiene che i dannati saranno in numero molto superiore a quello dei beati, affermazione che tuttavia sembra contraddire la convinzione dell'infinita misericordia di Dio. Il pessimismo di coloro che riducono l'ampiezza del regno di Dio rende meschini e servili, impedendo le azioni magnanime che invece possono essere compiute da coloro che, fiduciosi della propria salvezza, sono confortati a fare il bene. Dalla sicurezza nella misericordia divina scaturisce la fonte della santità.
Affermare che infinita sia la misericordia non significa però dedurre che infinita sia l'accoglienza nel regno, quasi bastasse essere stati battezzati per meritarlo: «Il battesimo è il battesimo del cuore, che consiste nello spirito, non in un'operazione esteriore». Ciò detto, occorre anche distinguere quel che nel vangelo viene unicamente riferito agli ebrei: ad essi fa riferimento Cristo quando sottolinea quanto stretta sia la porta che porta al regno dei cieli. Più in generale, essendo corrotta la natura umana, tutti gli uomini sono indirizzati al male, ma tutti possono raggiungere il regno in virtù della grazia divina, la quale è data a ciascun uomo.
L'affermazione che il regno dei cieli sia riservato a pochi non risale a Cristo, ma a Satana. Già nell'antichità, in un altro contesto, uno snobismo intellettualistico e moralistico voleva distinguere i molti erranti e sciocchi dai pochi saggi: così Giovenale scriveva che al mondo «pochi sanno distinguere i veri beni dai falsi [...] quanti si sono persi [...]», e Cicerone, e non Salomone, a dire del Curione, rilevava «l'infinito numero degli stolti», per quanto Platone avesse autorevolmente osservato nel Fedone che l'umanità è formata in massima parte di mediocri, cioè né buoni ma nemmeno malvagi. Sono dunque i malvagi - i dannati - a costituire una minoranza, e nelle Scritture non si trova traccia della dottrina della minoranza degli eletti. Dall'antica filosofia stoica l'elitarismo superbo dei colti e dei privilegiati, che consideravano se stessi «saggi» e perciò «buoni» contro la massa degli incolti, si è trasmesso fino all'umanesimo cristiano e qui accolto in maniera acritica, senza considerare le profonde trasformazioni, sociali e culturali, intervenute nel frattempo, costruendo così la fallace dottrina dei «pochi eletti».
Gli eletti sembrano invece farsi più numerosi per la recente scoperta di nuove terre e di nuovi popoli: questi, anche se non hanno conosciuto il vangelo, saranno egualmente salvi, purché abbiano vissuto onestamente, come gran parte di coloro che vissero prima di Cristo. E il numero dei beati è destinato ad allargarsi sempre di più, se la predicazione della vera religione sarà condotta con mitezza e spirito di tolleranza.
Il De amplitudine è dunque un attacco indiretto alla teoria calvinista della predestinazione, ma era stato composto circa cinque anni prima a Losanna, come dimostra la lettera con la quale il Curione ne aveva inviato un abbozzo a Martin Borrhaus, il quale rispose sconsigliandone la stampa. Pubblicandolo dopo il caso Serveto e le conseguenti polemiche che vedevano soprattutto coinvolti su due fronti opposti il Castellione e il calvinista Beza, Curione ritenne di intervenire pubblicamente a favore del primo, seppure nella sua consueta forma discreta.
Il "De amplitudine" è citato, insieme con il suo autore, fra le letture del protagonista del racconto Berenice di Edgar Allan Poe.

### Processi e assoluzioni
Tanto più discreta in quanto Curione cercò di diffondere semiclandestinamente il suo testo in Polonia, luogo dove volle in un primo tempo far credere che il De amplitudine fosse stato stampato. Fu Pietro Paolo Vergerio, ormai schierato su posizioni luterane, a denunciare la penetrazione del libro del Curione sia in Polonia che in Svizzera, dopo la sua stampa avvenuta a Basilea per il tipi di Giovanni Oporino senza il visto dei censori: un libro, a dire del Vergerio, contenenti affermazioni eretiche. Avendo infatti affermato la possibilità di salvezza per coloro che non avevano conosciuto il messaggio cristiano, sembrava che il Curione ritenesse inutile il sacrificio di Cristo e la mediazione dello Spirito santo.
L'umanista piemontese si difese abilmente di fronte ai ministri di Basilea, non solo producendo tutta una serie di passi del De amplitudine che apparivano perfettamente ortodossi, ma soprattutto presentando sia il Commentarium in Augustinum De Civitate Dei del filosofo erasmiano spagnolo Juan Luis Vives che, stampato a Basilea nel 1522, godeva di un'autorità indiscussa e conteneva una dottrina corrispondente a quella del De amplitudine, sia il Commentarium di Bucero dell'epistola paolina ai Romani, dove ugualmente era sostenuta la dottrina della salvezza dei pre-cristiani.
I teologi di Basilea assolsero Curione, limitandosi ad ammonirlo per la scorrettezza commessa pubblicando il libro senza sottoporlo alla supervisione censoria. Altrove, le cose andarono diversamente: in Polonia i riformati calvinisti e luterani guardarono con diffidenza al libro del Curione, mentre a Stoccarda il teologo luterano Johann Brenz, consigliere del duca Cristoforo, condannò esplicitamente il De amplitudine.
Il caso Gribaldi, accusato dal Vergerio di essere antitrinitario, e il suo compromettente manoscritto, recante note del Curione, sequestratogli a Tubinga nel 1558, gli provocarono nuove noie. Il duca Cristoforo inviò lo scritto a Basilea affinché le autorità valutassero le responsabilità dell'umanista: i consiglieri ducali Vergerio e Brenz non avevano dubbi dell'antitrinitarismo di Curione, ma a Basilea furono di diverso avviso. Le sue giustificazioni - le correzioni da lui apportate erano unicamente di natura grammaticale, certe sue crocette nei margini nel manoscritto del Gribaldi non significavano approvazione ma, al contrario, disapprovazione del contenuto - furono accettate e, fattogli firmare, ad ogni buon conto, una dichiarazione di fede ortodossa sulla dottrina della Trinità, la commissione d'inchiesta, di cui erano parte influente due suoi estimatori quali l'Amerbach e il Borrhaus, scagionò il Curione.
È pur vero che egli dovette ammettere di essersi accorto che lo scritto del Gribaldi era eterodosso e giustificò la mancata denuncia dell'amico con l'osservazione che, se l'avesse fatto, il Gribaldi avrebbe potuto perdere la vita e soprattutto l'anima, quando, vivendo, era sempre in tempo di ritornare ad abbracciare le rette dottrine. Era questo, sostenne Curione, il comandamento di Cristo, di perdonare e di non disperare del ravvedimento del peccatore.
Subito dopo, il Curione fu ancora coinvolto in un nuovo processo. Quando, a seguito di liti per questioni ereditarie, nel 1559 si scoprì che il defunto mercante Jan de Bruges, per dodici anni ospite di Basilea, in realtà non era stato altri che il famoso eretico David Joris, egli e il Castellione furono chiamati a rispondere davanti al Senato dell'Università della loro amicizia con quell'anabattista, il cui cadavere, riesumato, era stato intanto bruciato pubblicamente, e a formulare una condanna delle posizioni dell'umanista fiammingo.
Mentre il Castellione si dissociò freddamente dalle proposizioni attribuite dal tribunale allo Joris, ritenendo che non vi fosse prova che esse gli fossero realmente appartenute, Curione preferì condannare con calore e senza equivoci lo Joris: forse fu ancora una volta una scelta nicodemica, insieme forse al desiderio di liberarsi in fretta da quel terzo processo.

### Gli ultimi anni
Da allora Curione non fu più infastidito, anche perché non intervenne più pubblicamente in questioni religiose, dedicandosi esclusivamente alla cura e al commento di classici, dal Thesaurus linguae Latinae all'Aristotelis Stagiritae Tripartitae Philosophiae opera omnia, dai Commentarii a Cicerone, Tacito, Plauto, Sallustio ed Emilio Probo, ai quattro libri dei Logices elementorum di Aristotele. Impegno notevole dei suoi ultimi anni fu la traduzione latina della Storia di Guicciardini, la Francisci Guicciardini patricii Florentini Historiarum sui temporis libri viginti, dedicata a Carlo IX di Francia e stampata dal Perna nel 1566, mettendo così a disposizione degli studiosi di tutta l'Europa un'opera fondamentale della storiografia italiana.
I casi della vita continuarono però a colpirlo dolorosamente: la peste che flagellò Basilea nel 1564 gli fece morire le figlie, compresa quell'Angela che lo aiutava nelle sue ricerche filologiche. Del resto, nessuno dei suoi tanti figli, tranne Leo (1536-1601), gli sopravvisse: non Orazio (1534-1564), medico e filosofo, né l'umanista Agostino (1538-1567), editore del Bembo, autore delle Sarracenicae Historiae e del De ratione conseguendi styli seu de imitatione, e professore dal 1564 nella stessa università di Basilea.
Un ultimo lutto fu la perdita dell'amico editore Giovanni Oporino, per il quale scrisse i Mortis Ioannis Oporini praesagia, pubblicato nell'Oratio de ortu, vita et obitu Joannis Oporini basiliensis di Andrea Jocisco, quasi presago della propria morte, che avvenne l'anno dopo a Basilea, il 24 novembre 1569. Curione fu sepolto accanto ai propri figli nella cattedrale di Basilea, dove nel 1587 lo raggiunse anche la moglie Margherita.

## Opere
- Aranei Encomion in quo aranei erudita natura rhetorico schemate explicatur. Et in eo loci communes de Ente supremo & unico de divina Providentia, de Spiritus humani perpetuitate, aliisque nonnullis scitu dignis, Venetiis, s. t. 1540
- Pasquilli extatici, seu nuper e coelo reversi, de rebus partis superis, partim inter homines in Christiana religione passim hodie controversis, cum Marphorio colloquium, Basileae, s. t. 1541
- Der verzuckert Pasquinus. Auß Welscher Sprach in das Teütsch gebracht, Rom [ma Augsburg], Pasquinus [ma Philipp Ulhart il vecchio] 1543
- Araneus seu de Providentia Dei, libellus vere aureus cum aliis nonnullis eiusdem opuscolis, lectu dignissimis, nunc primum in lucem editis. De immortalitate animorum oratio. De liberis pie Christianeque educandis. Parodoxa duo. Paraphrasis in principi uni Evangelii S. Ioannis. Adhortatio brevissima ad veram religionem. De ingenuis artibus oratio Lausannae habita. Oratio funebris in Nicolaum Invitiatum Alexandrinuni nobilem grammaticum, Papiae habita. In laudem scribarum collegii Ticinensis. In loannem Iacobum Gambaranam Pontificem Albingaunensem Oratio funebris Papiae habita in 1538. Laudatio cuiusdam qui pro patria occubuit (in Rolandum Trovamala). Orationes breves quattuor a Graeco versae.. Bernardini Ochini Senensis Sermo ex Italico in Latinum versus, Coelio Secundo Curione interprete, Quid sit per Christum iustificari, tum qui iustificationis modus, Basileae, ex officina I. Oporini 1544
- Pro vera et antiqua Ecclesiae Christi auctoritate in Antonium Florebellum Mutinensem oratio: in qua lector praeter insignes & reconditos theologiae locos comparationem reperies omnium fere veterum Haereticorum cum papatu ut iam nihil dubites eum, multicipitem illam esse belluam, quae in apocalipsi descripta est, Basileae, s. t. 1546
- De literis, doctrinaeque puerili, libri quinque, Basileae, ex officina Ioannis Oporini 1546
- De omni artificio disserendi atque tractandi summa, Basileae, ex officina Joannis Oporini 1547
- Christianae religionis institutio. Epistola quaedam ejusdem de pueris sanctae christianaeque educandis, s. l. t. 1549
- Epitome dialecticae Joachimi Perionii artificiose collecta, atque in capita distribuita, tyronibus huius artis maxime accomodata, Basileae, Jo. Oporinus 1549
- Una familiare et paterna institutione della Christiana religione, più copiosa, & più chiara che la latina del medesimo, con certe altre cose pie. Pie et christiane orationi alle figlie sue carissime. Una lettera della honesta et christiana creanza de' figliuoli. Una lettera sulle tribulationi. Rime spirituali, Basilea [Johann Oporinus 1550]
- L'aduis de fuir les superstitieurs et impieux services papistiques, Londres, Estienne Mierdman 1550
- Quattro lettere Christiane, con uno paradosso, sopra quel detto: beati quelli che piangono; e un sermone, o ver discorso dell'oratione, e uno de la giustificatione, Bologna, per M. Pietro e Paolo Perusini fratelli [ma Basilea, Johann Oporinus] 1552
- De amplitudine beati regni Dei, Basileae, Jean Oporin 1554
- De grammatica, sive, De literis doctrinaeque pueriili libri sex: cum pleniores, tum correctiores quam in priore editione. Addidimus in fine sulpitii carmen de moribus, & civilitate puerorum, Basileae, per Ioannem Oporinum 1555
- Schola: sive de perfecto grammatico libri tres; eiusdem de liberis honeste et pie educandis libellus; accessit eiusdem grammatica, Basileae, Jo. Oporin 1555
- In M. T. Ciceronis oratorias partitiones explicationum libri tres. His accessere Ciceronis trium de oratore librorum summa absolutissima, Basileae, per J. Oporinum 1556
- Thesaurus linguae latinae, sive Forum romanum, Basileae, Froben 1561
- De quatuor Caelii Secundi Curionis filiarum vita atque obitu pio, Basileae, apud Petrum Pernam 1565
- De bello Melitensi historia nova, Basileae, per J. Oporinum 1567
- Logices Elementorum libri quatuor: quibus ad Aristotelis Organum aditus aperitur, Basileae, per Ioannem Oporinum 1567